# Stelis papaquerensis
Stelis papaquerensis är en orkidéart som beskrevs av Heinrich Gustav Reichenbach. Stelis papaquerensis ingår i släktet Stelis och familjen orkidéer. Inga underarter finns listade i Catalogue of Life.

## Bildgalleri

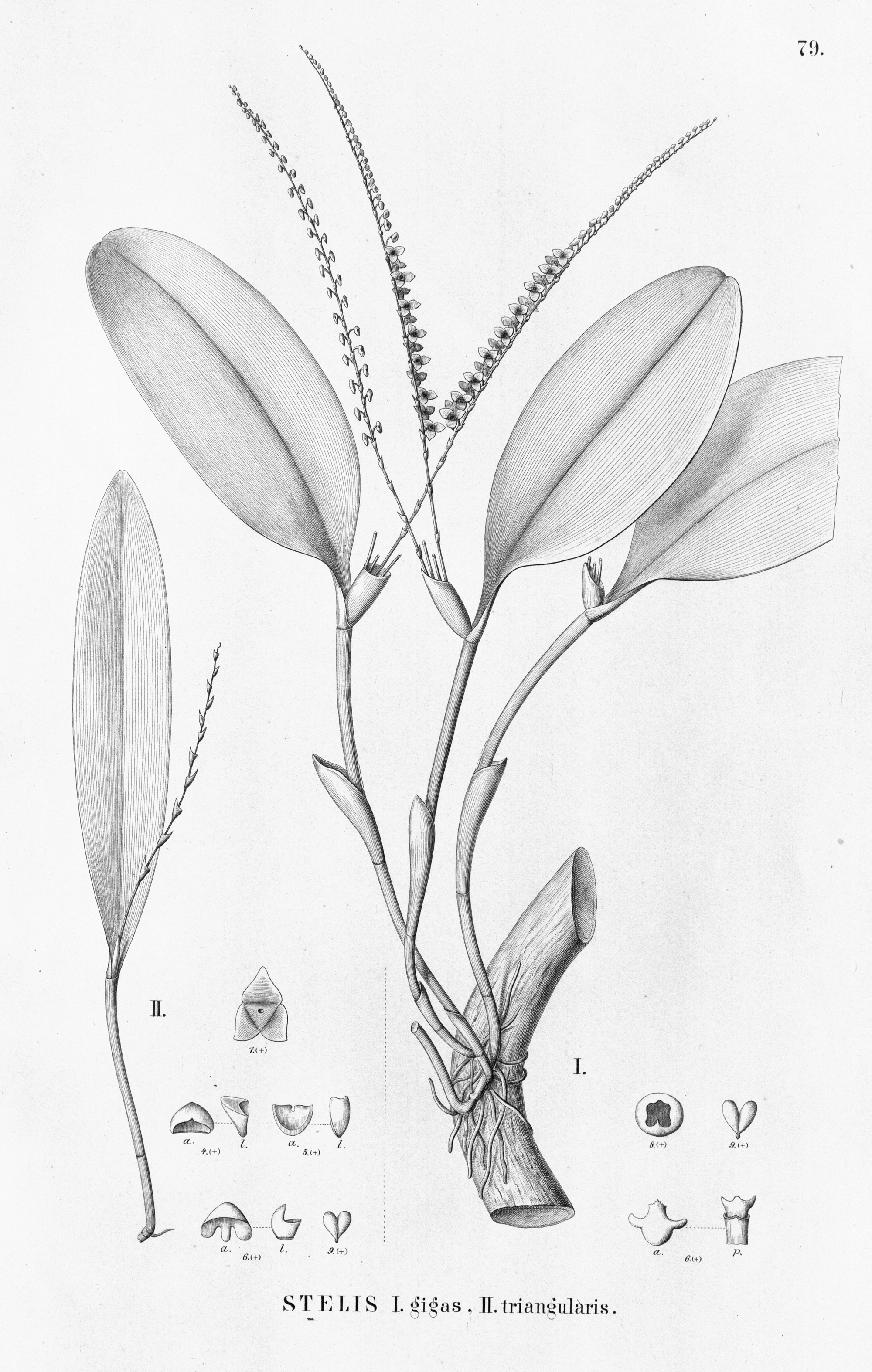
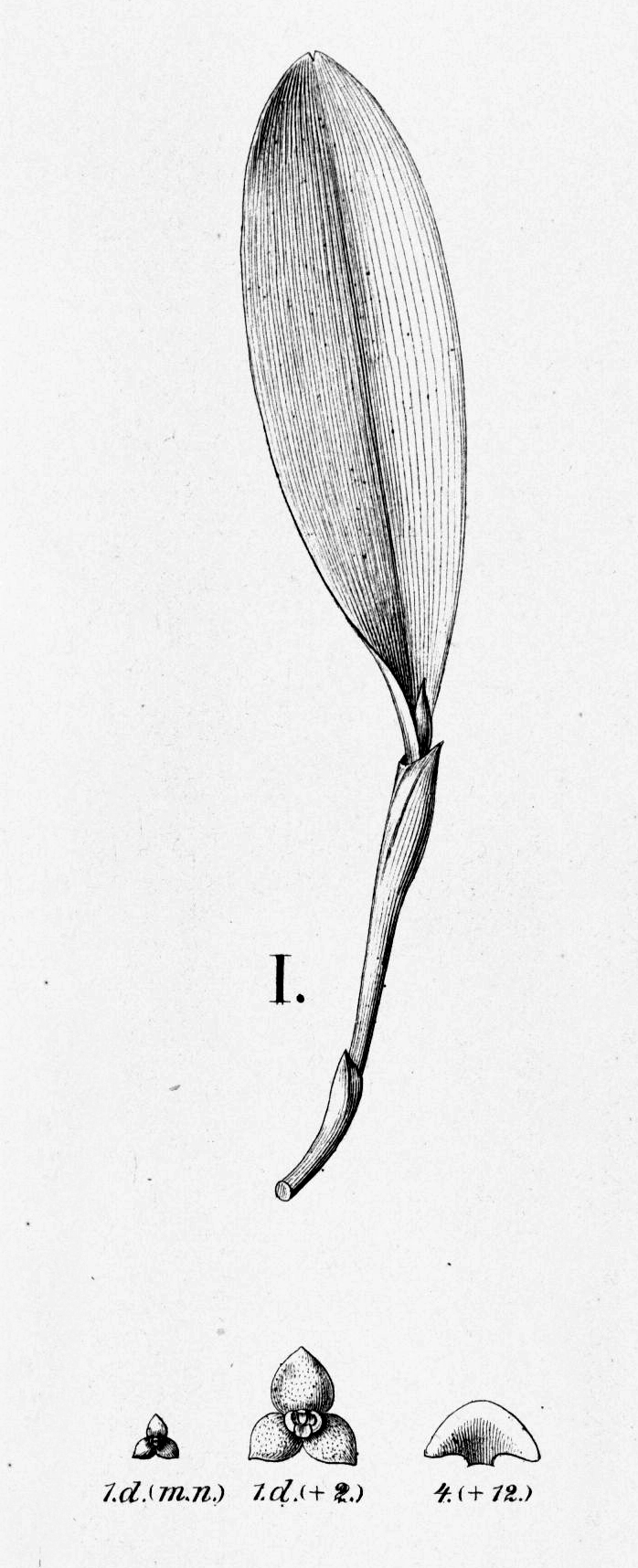
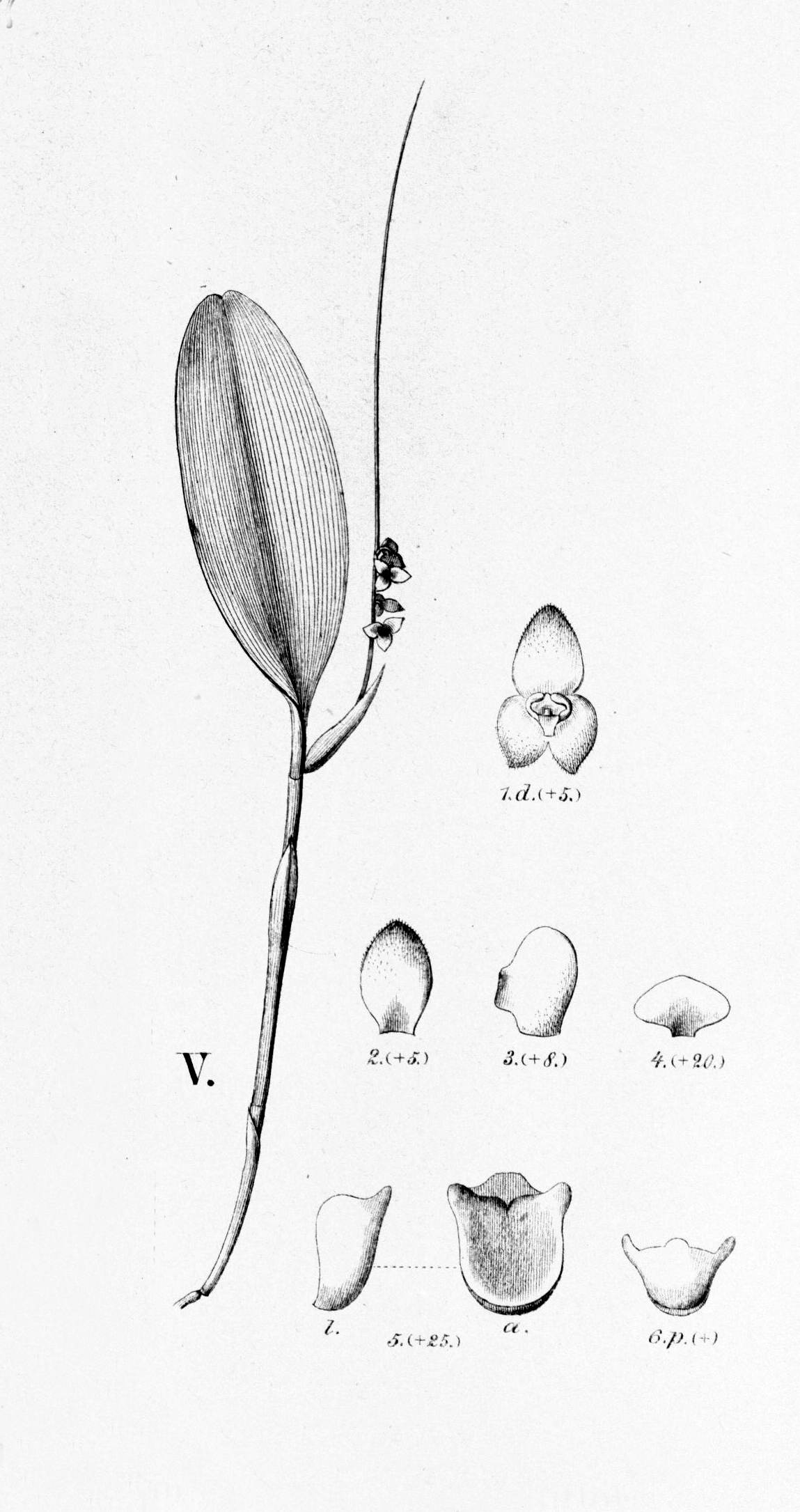
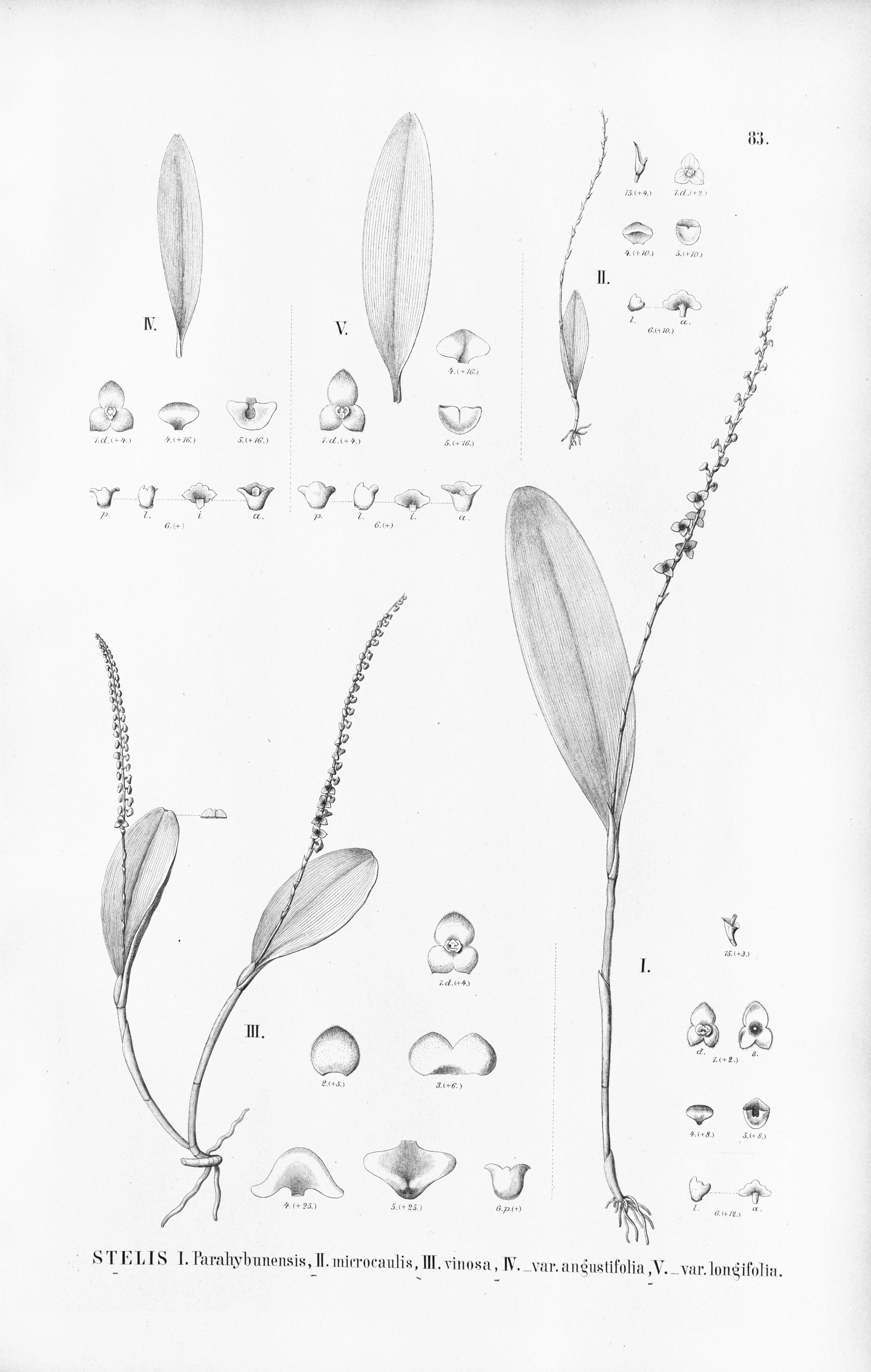
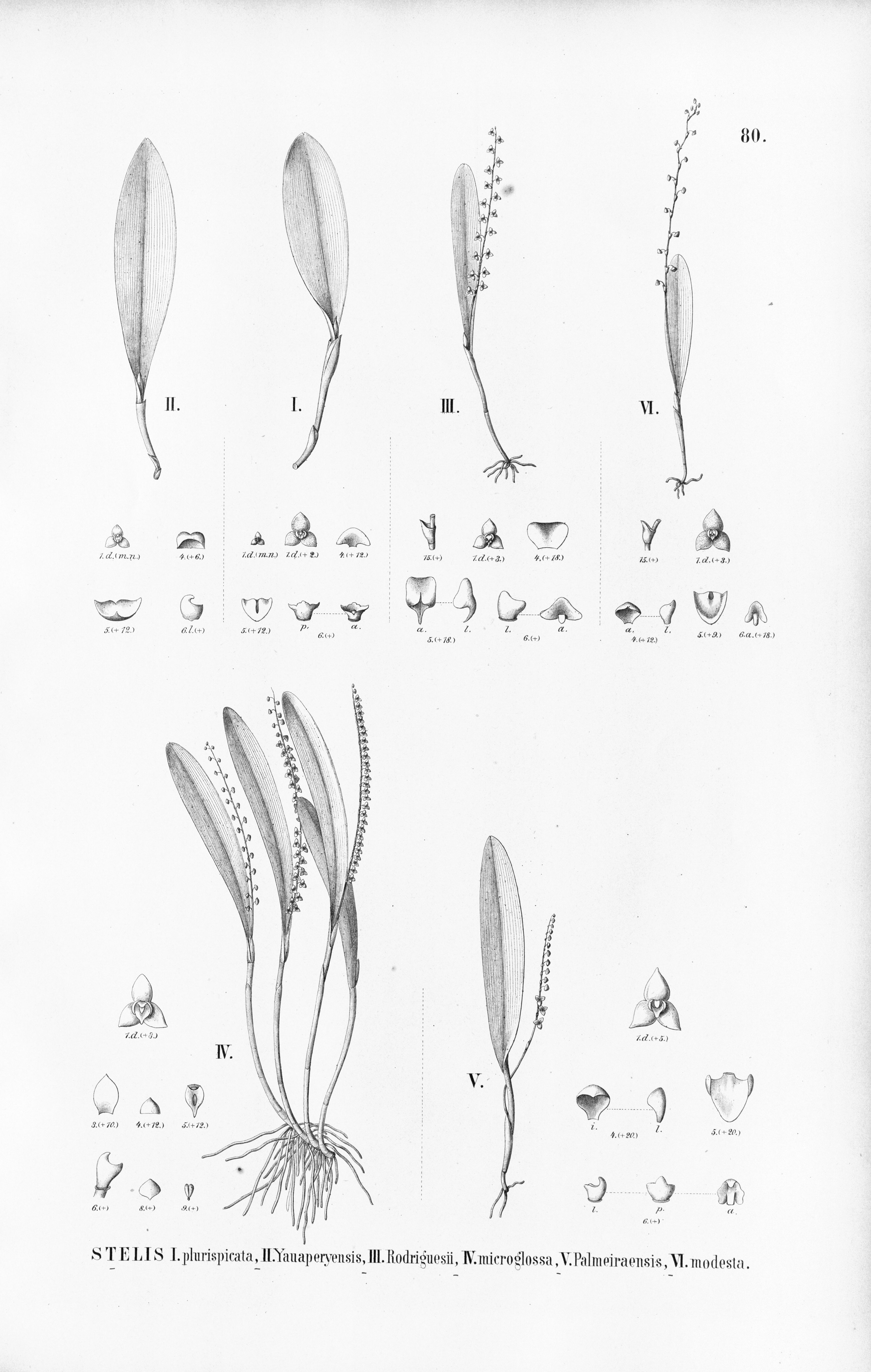
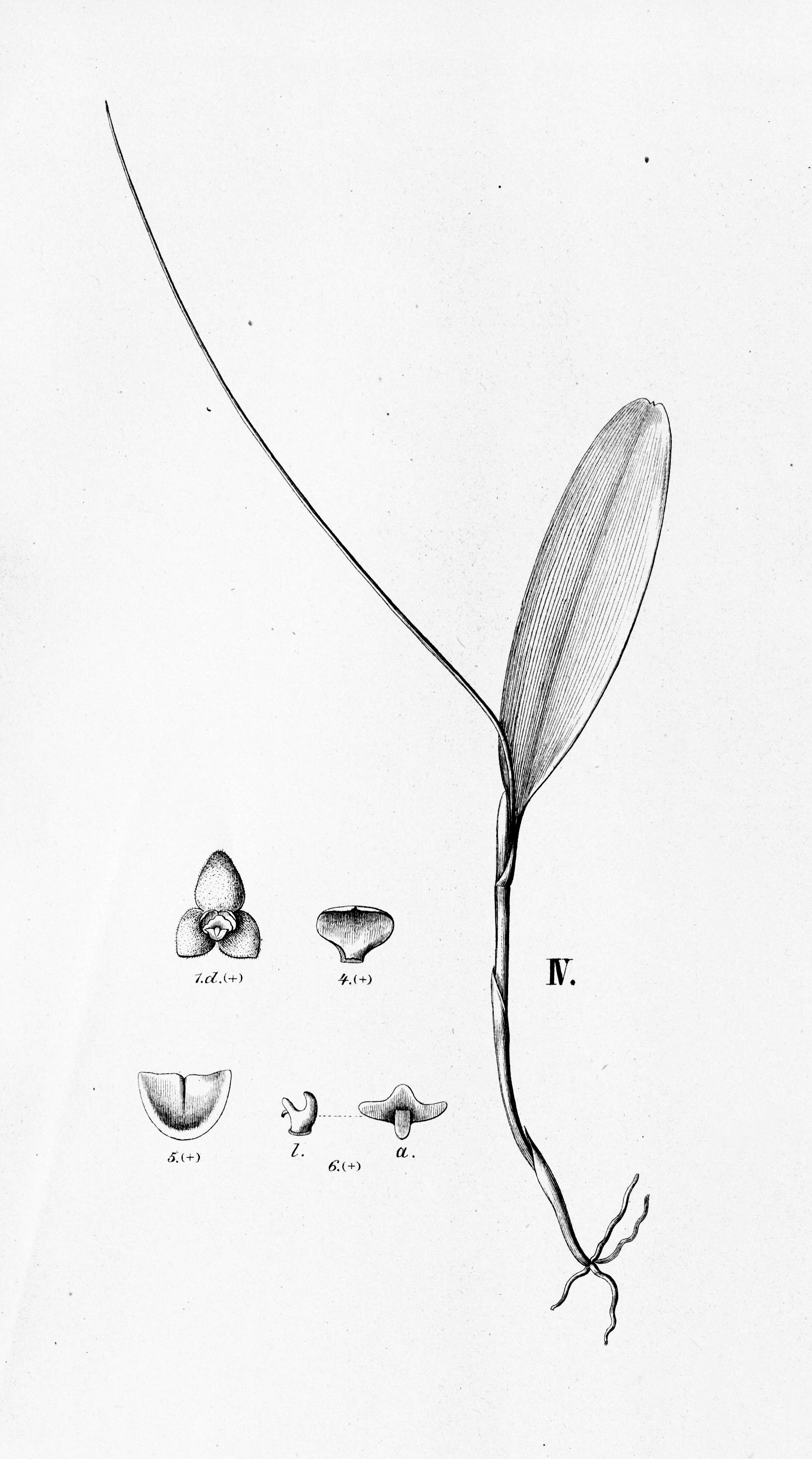